# Eremophila crassifolia
Eremophila crassifolia là một loài thực vật có hoa trong họ Huyền sâm. Loài này được (F.Muell.) F.Muell. mô tả khoa học đầu tiên năm 1859.